# 小十二・二十・十二面体
小十二・二十・十二面体（しょうじゅうに・にじゅう・じゅうにめんたい、Small dodecicosidodecahedron）とは、一様多面体の一種である。斜方二十・十二面体の正方形を取り除き、内部に正十角形を置いた図形である。

## 性質
- 構成面: 正三角形20枚、正五角形12枚、正十角形12枚、計44枚
- 辺: 120
- 頂点: 60
- 頂点形状: 5, 10, 3/2, 10（5,10,3,10が蝶ネクタイ状に交差する）
- ワイソフ記号: 3/2 5 | 5
- 枠: 斜方二十・十二面体
- 双対: Small dodecacronic hexecontahedron

## 同じ枠を持つ立体
- 斜方二十・十二面体
- 小十二・二十・十二面体
- 小斜方十二面体
- 小星型切頂十二面体
- 6個のアルキメデスの星型五角柱による複合多面体
- 12個のアルキメデスの星型五角柱による複合多面体